# Triboltingen
Triboltingen ist eine ehemalige Ortsgemeinde und eine Ortschaft der politischen Gemeinde Ermatingen im Bezirk Kreuzlingen des Kantons Thurgau in der Schweiz.
Triboltingen war von 1803 bis 1974 Teil der Munizipalgemeinde Ermatingen und ab 1812 eine eigene Ortsgemeinde. 1975 wurde Triboltingen Teil der Einheitsgemeinde Ermatingen.

## Geographie
Das Strassendorf liegt am Fusse des Seerückens und am Untersee zwischen Tägerwilen und Ermatingen. Triboltingen wird von der Hauptstrasse Schaffhausen–Kreuzlingen erschlossen und hat seit 1998 einen Haltepunkt an der parallel dazu verlaufenden Seelinie.

## Geschichte

Triboltingen 1954 mit Ermatingen links hinten und die Insel Reichenau

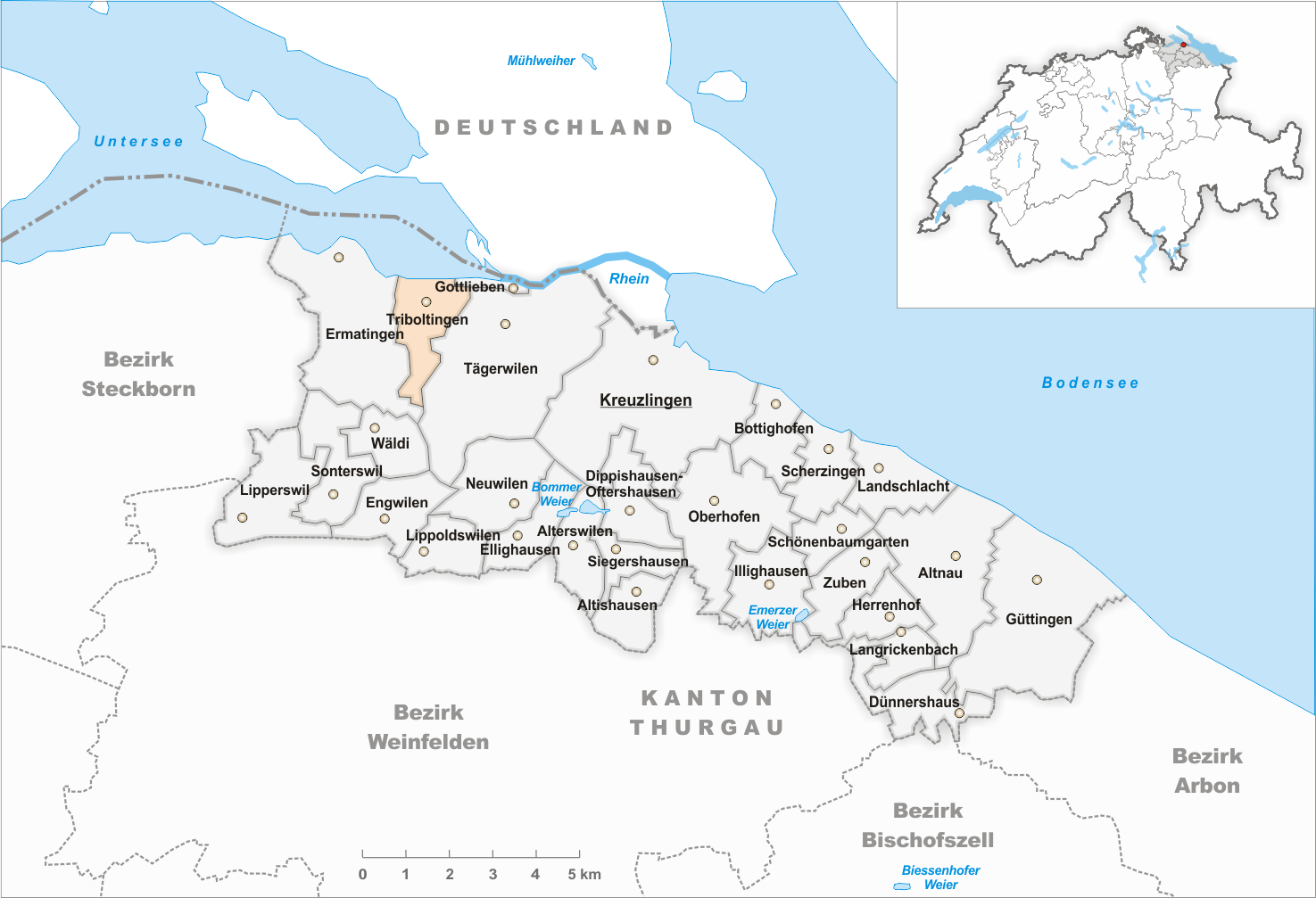
Gemeindestand vor der Fusion im Jahr 1975

Ein entdeckter Brandgraben aus dem ersten Jahrhundert weist auf eine frühe römische Besiedlung hin. Das Dorf selbst wurde von den Alemannen gegründet. Zusammen mit Salenstein, Fruthwilen, Mannenbach und Ermatingen bildete Triboltingen eine Markgenossenschaft (Wald, Weide). Um 950 schenkte Herzog Hermann von Schwaben das Dorf dem Kloster Reichenau. Nach einer Chronik flüchteten sich die Triboltinger in der Hungersnot von 1146 mit Hab und Gut ins nahe Kloster Petershausen in Konstanz. Dabei wurde das Dorf als Triboltingin erstmals urkundlich erwähnt. Im Mittelalter war das Kloster Reichenau der wichtigste Grund- und Gerichtsherr in Triboltingen. Von 1540 bis 1798 unterstand das Dorf der Niedergerichtsbarkeit des Hochstifts Konstanz. Um Triboltingen hat 1499 die Schlacht bei Schwaderloh stattgefunden.
Das mehrheitlich reformierte Triboltingen gehörte stets zur Kirchgemeinde Ermatingen.
Triboltingen besass im 18. Jahrhundert neben anderen Gemeindegütern ein Gemeindehaus, den «Zwingwald» und Rebberge. Im 19. Jahrhundert bildete der Rebbau die Grundlage des Wohlstands. Um 1900 wurde auch Stickerei betrieben. Nach 1950 begann die Stilllegung von Bauernbetrieben. Zu Wohnhäusern umgenutzt, prägen sie mit den entstandenen Einfamilienhäusern zu Beginn des 21. Jahrhunderts das Ortsbild.

## Bevölkerung
| Jahr         | 1850  | 1900  | 1950  | 1990  | 2000  | 2010  | 2018  | 2023  |
| Ortsgemeinde | 345   | 314   | 284   | 302   |       |       |       |       |
| Ortschaft    |       |       |       |       | 291   | 377   | 442   | 463   |
| Quelle       | [ 3 ] | [ 3 ] | [ 3 ] | [ 3 ] | [ 6 ] | [ 7 ] | [ 2 ] | [ 8 ] |

Daten zur Bevölkerungsentwicklung aus den Volkszählungen 1850 bis 1970
Von den insgesamt 463 Einwohnern der Ortschaft Triboltingen am 31. Dezember 2023 waren 126 bzw. 27,2 % ausländische Staatsbürger. 172 (37,1 %) waren evangelisch-reformiert und 105 (22,7 %) römisch-katholisch.

## Sehenswürdigkeiten

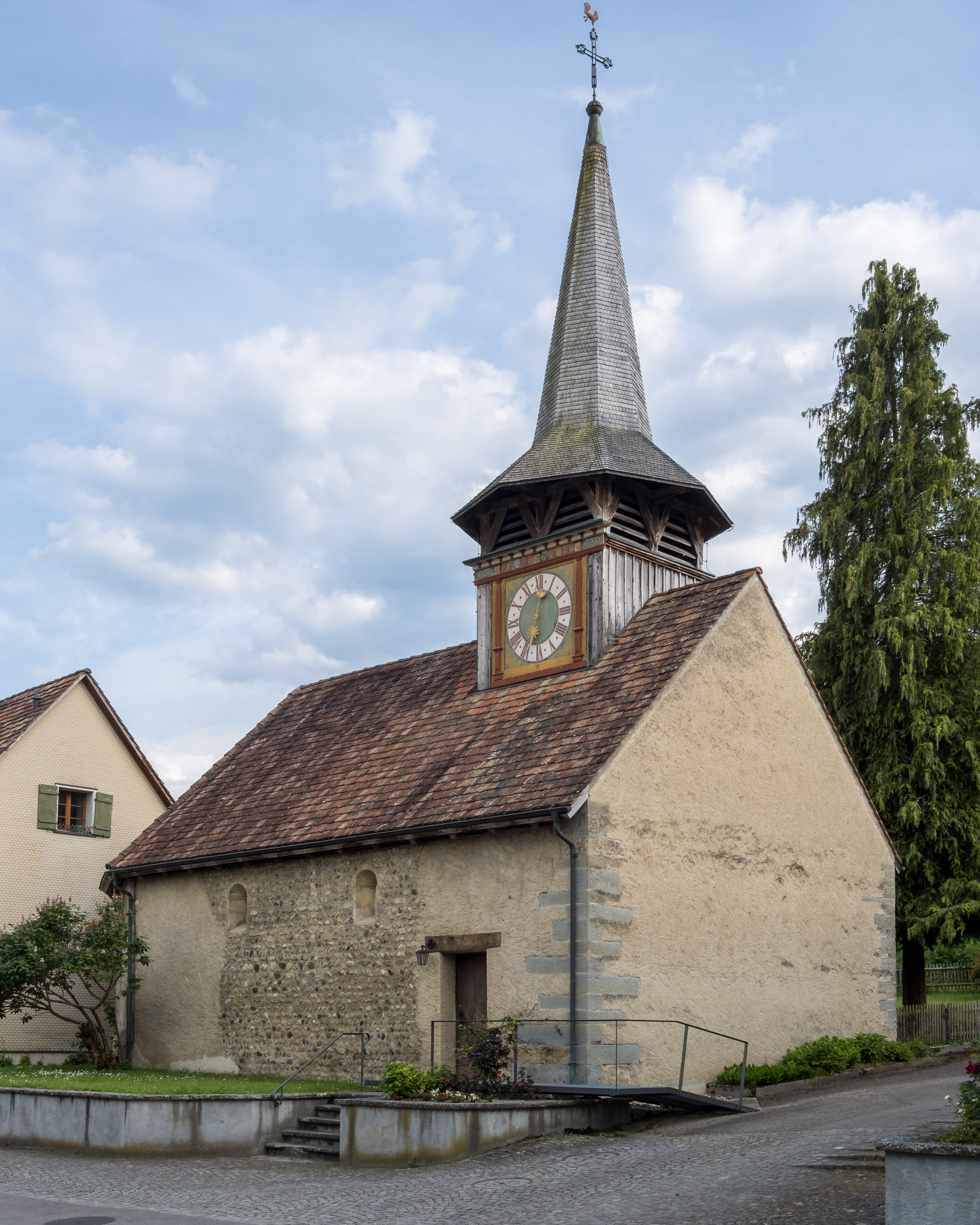
Kapelle St. Nikolaus

Die zahlreichen Fachwerkbauten stammen aus dem 17. bis frühen 19. Jahrhundert. Das Dorf Triboltingen ist im Inventar der schützenswerten Ortsbilder der Schweiz aufgelistet, die Paritätische Kapelle St. Nikolaus und das Wohnhaus Zur Post/Haus Schwarz sind in der Liste der Kulturgüter in Ermatingen aufgeführt.

### Kapelle St. Niklaus
Die Kapelle wurde wohl im 13. Jahrhundert erbaut. Aus dieser Zeit sind noch hochgelegene Rundbogenfenster erhalten. Der Chor wurde um 1500 angebaut. Hervorragendes Merkmal ist der 1602 erbaute Dachreiter mit ausladendem Spitzhelm. Das Uhrwerk wurde vom Winterthurer Andreas Liechti angefertigt. Im Inneren sind in drei Malschichten Reste von mittelalterlichen Wandmalereien zu sehen. An der Nordwand des Kirchenschiffs sind Rötelzeichnungen und Pilgerinschriften aus dem späten 15. Jahrhundert. Nach der Reformation wurde die Kapelle nicht mehr für Gottesdienste benutzt. Ab 1850 wurde sie als Spritzenhaus, im Zweiten Weltkrieg als Pulvermagazin genutzt. 1957 wurde sie mit Unterstützung des Heimatschutzes renoviert. Heute finden in der Kapelle wieder gelegentlich Gottesdienste statt, und sie wird auch für Trauungen oder kleine Konzerte genutzt.

### Bilder

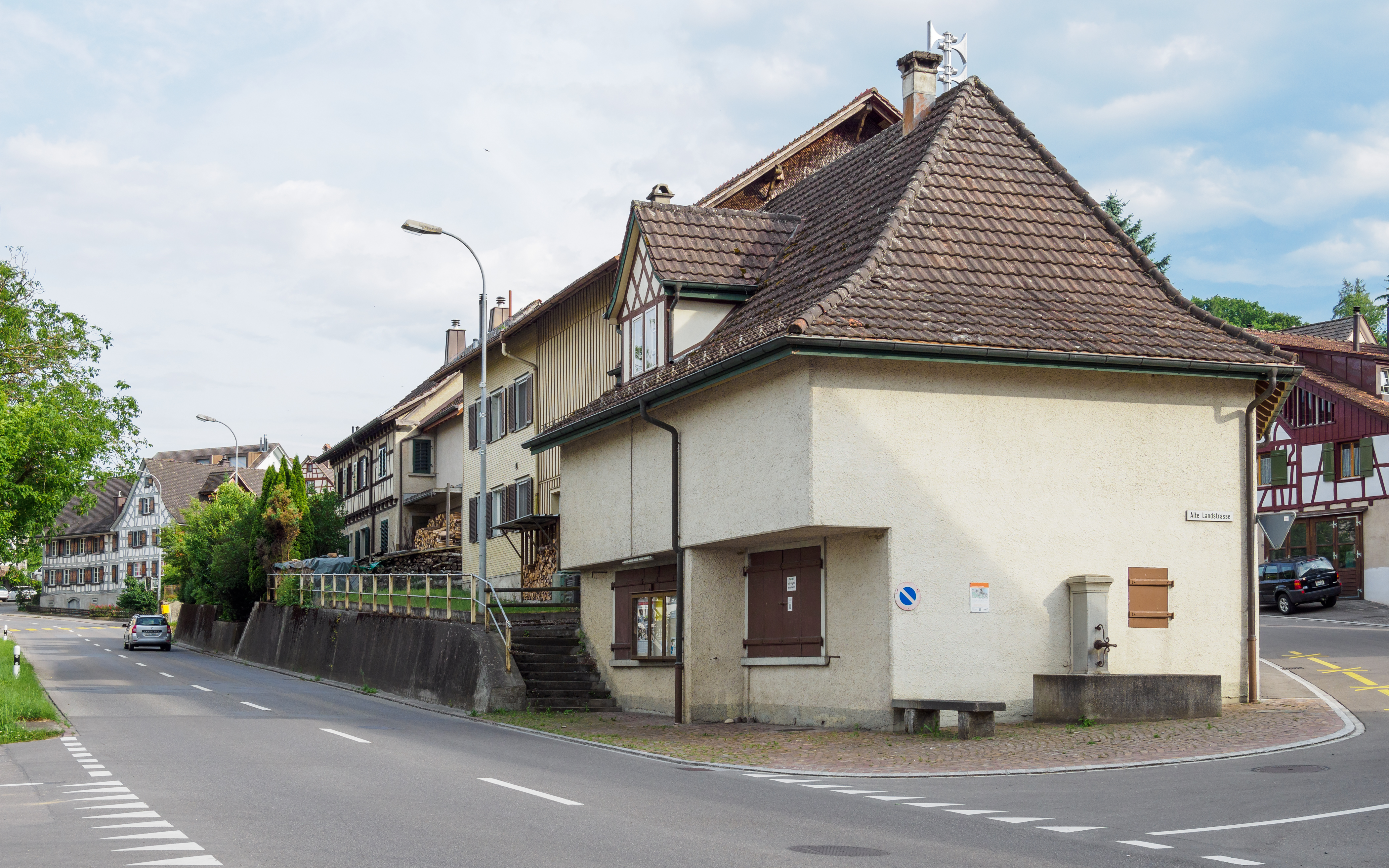
Hauptstrasse mit getarntem Bunker
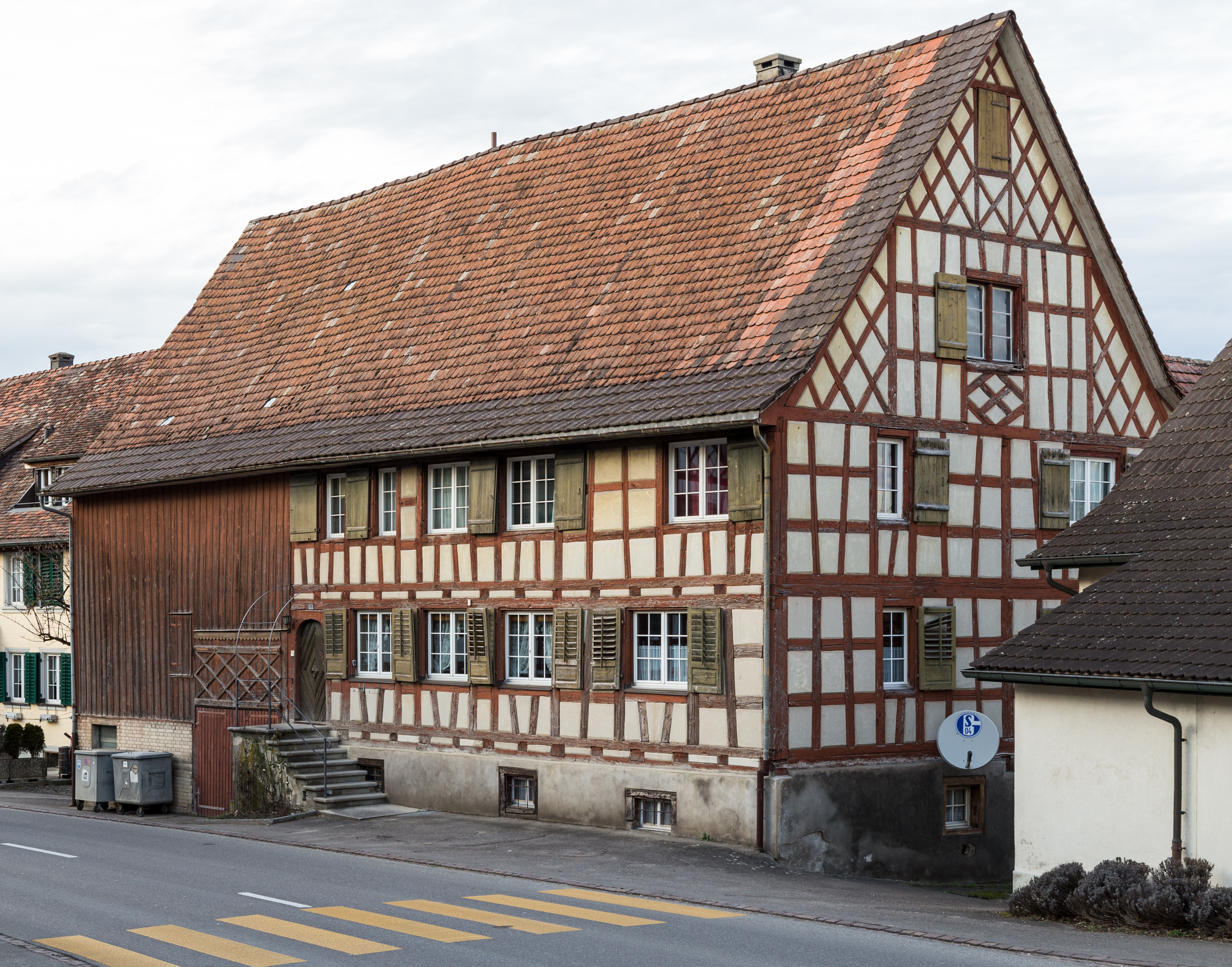
Hauptstrasse 35
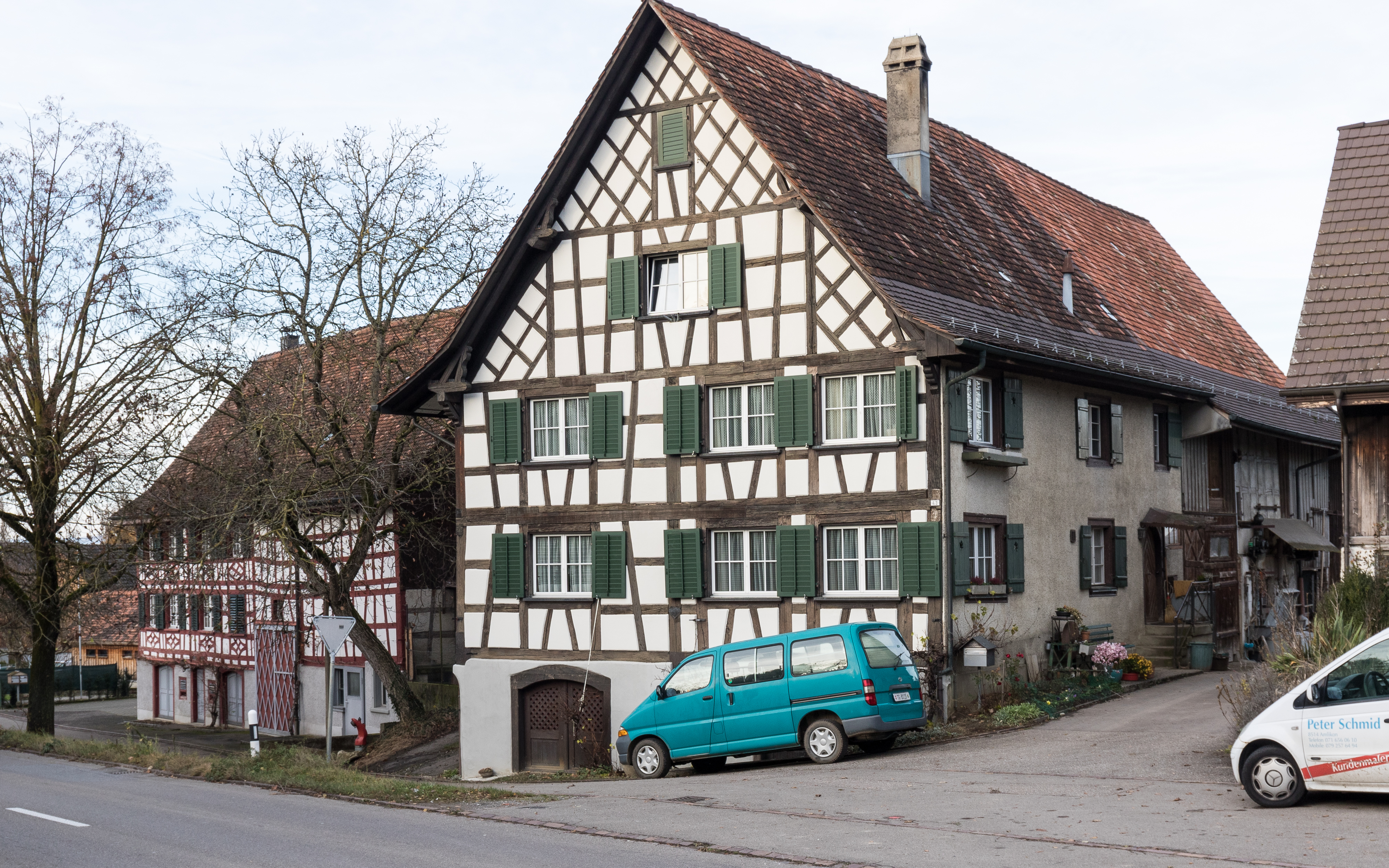
Hauptstrasse 41 und 43
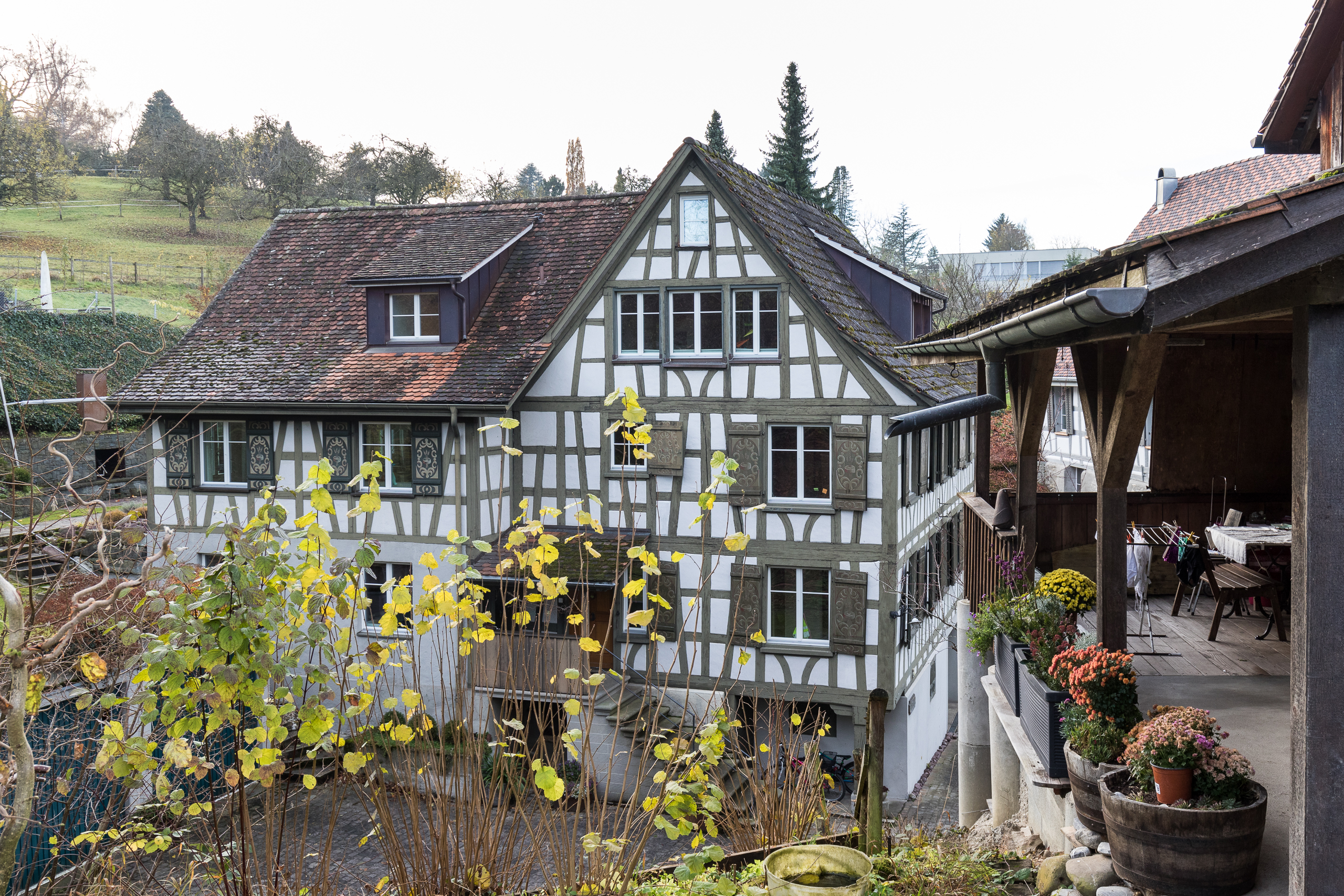
Hauptstrasse 54
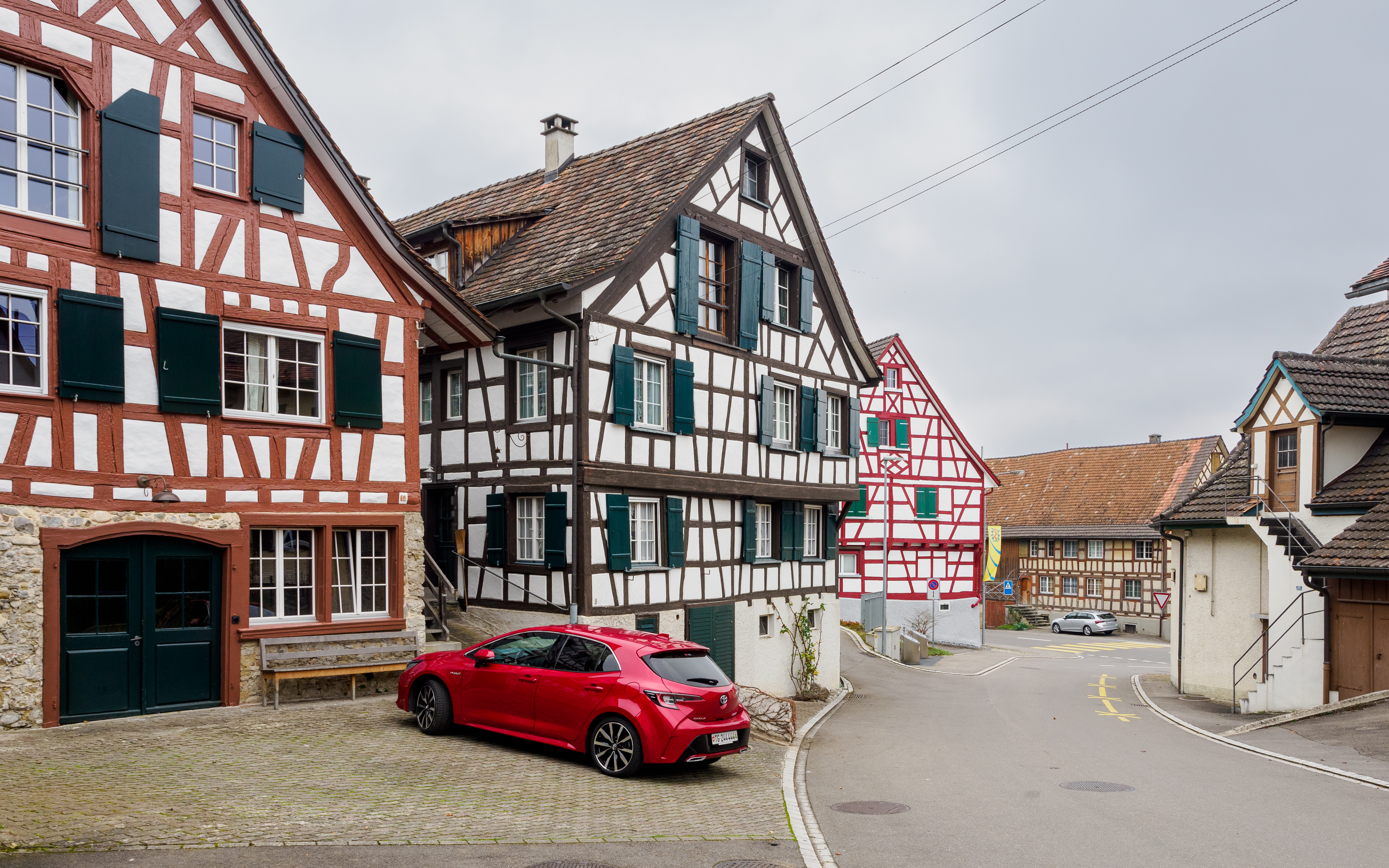
Alte Landstrasse
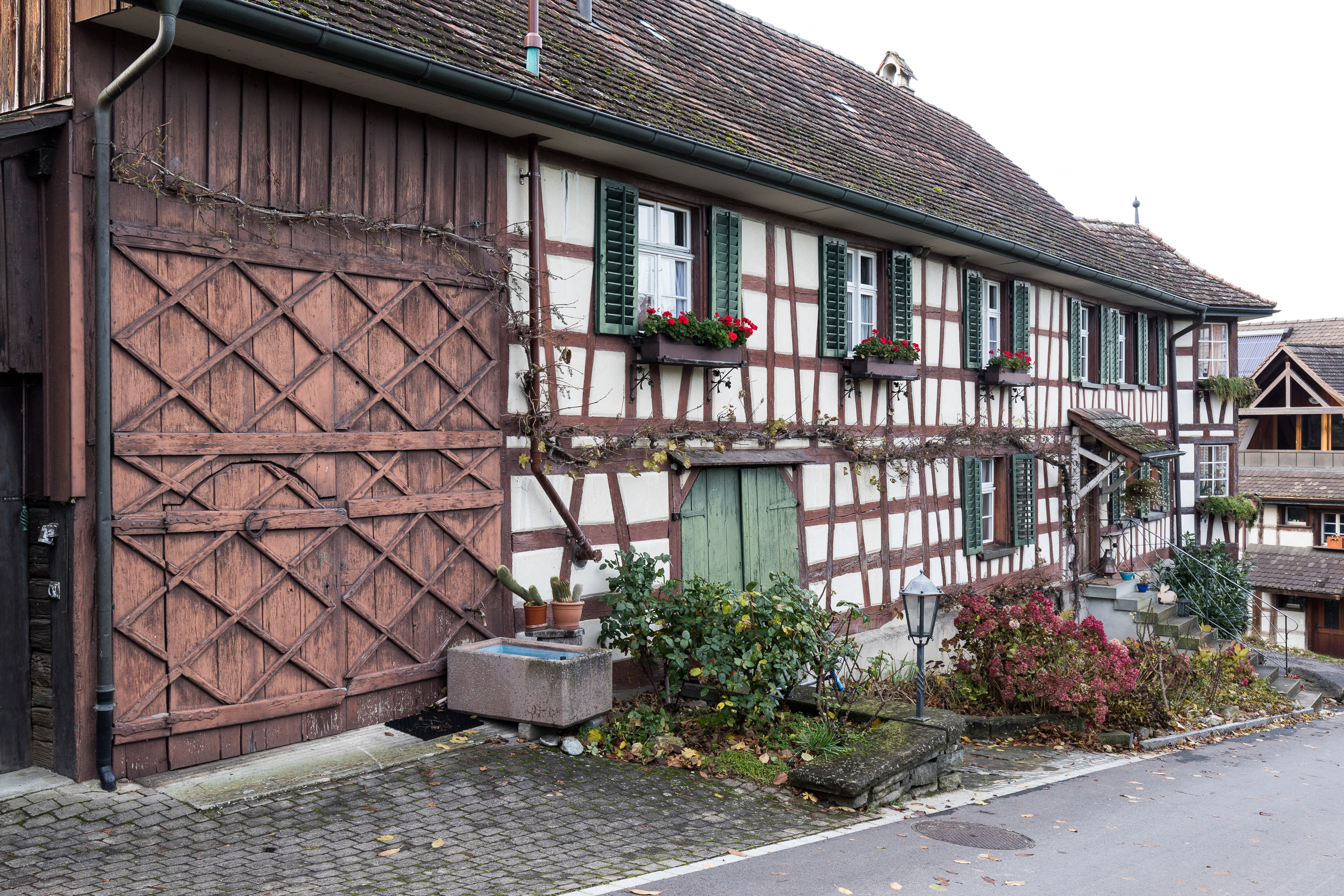
«Zum Weinberg»